# Okres Kunszentmiklós
Okres Kunszentmiklós (maďarsky Kunszentmiklósi járás) je okres v Maďarsku v župě Bács-Kiskun. Jeho správním centrem je město Kunszentmiklós.

## Sídla
V okrese se nachází celkem 9 měst a obcí.
Města
- Dunavecse
- Kunszentmiklós
- Szabadszállás

Obce
- Apostag
- Dunaegyháza
- Kunadacs
- Kunpeszér
- Szalkszentmárton
- Tass